# Milton Tembo
Milton Tembo (* 8. Dezember 1980 in Lusaka) ist ein sambischer Fußballspieler. Der neunfache Nationalspieler spielt seit 2000 im deutschen Amateurfußball. Im Herbst 2003 und den folgenden Monaten machte er aufgrund seiner HIV-Infektion deutschlandweit Schlagzeilen.

## Werdegang
Im Sommer 2000 kam Tembo, der sich vorher als Spieler der sambischen U-19-Auswahlmannschaft ausgezeichnet hatte, vom sambischen Erstligisten Lusaka Dynamos als Stürmer zur zweiten Mannschaft des VfB Stuttgart. Unter Trainer Rainer Adrion schaffte er jedoch nicht den Durchbruch in der Regionalliga, lediglich neun Spiele und ein Torerfolg standen am Saisonende für ihn zu Buche. Daher zog er nach nur einer Spielzeit Verbandsliga Württemberg weiter. Mit dem SSV Ulm 1846 sorgte er bundesweit für Aufsehen, als der Verein als erster Fünftligist in der Geschichte des DFB-Pokals anlässlich der Austragung 2001/02 mit einem 2:1-Erfolg über den 1. FC Nürnberg einen Bundesligisten aus dem Wettbewerb warf – dem 2:1-Siegtreffer durch Dragan Trkulja per Strafstoß war ein Foul an ihm im Strafraum vorangegangen. Zwar scheiterte die Mannschaft in der folgenden Runde am 1. FC Union Berlin, zum Saisonende stand jedoch der Aufstieg in die Oberliga Baden-Württemberg. Nachdem er mit zwölf Toren zum Aufstieg beigetragen hatte, war er mit 18 Saisontoren einer der Leistungsträger bei den Spatzen, als Tabellenzweiter wäre beinahe der Durchmarsch in die Regionalliga gelungen. Parallel hatte er sich als Nationalspieler in der sambischen Nationalelf etabliert und nahm mit ihr an der Qualifikation zur Afrikameisterschaft 2004 teil. Dabei kam es im Sommer 2003 zu einem unangenehmen Ereignis, als er nach einem Länderspiel von einem Spielervermittler gemeinsam mit seinem Ulmer Mannschaftskameraden Lloyd Mumba nach Südafrika veräußert werden sollte, während seine hochschwangere Frau in Ulm wartete. Nach knapp zwei Wochen konnte er nach Deutschland zurückkehren, während Mumba nach Südafrika ging.
Im Oktober 2003 gab der SSV Ulm 1846 auf seiner Homepage die HIV-Infektion Tembos bekannt, dieser war damit der erste entsprechende Fall im deutschen Fußball. In der Folge beschäftigte sich der DFB auf Anfrage des Klubs mit dem Fall und bestätigte, dass die Statuten nicht gegen weitere Einsätze sprächen. Zwar lief er in den folgenden Jahren weiterhin regelmäßig für den Klub auf, rückte aber zunehmend ins zweite Glied und spielte später vornehmlich für die zweite Mannschaft des Ulmer Vereins.
2008 verließ Tembo den SSV Ulm, es folgte eine kleine Odyssee bei verschiedenen Vereinen in der Region. Zunächst spielte er eine von Verletzungen überschattete Saison für die SpVgg Au/Iller in der Oberliga Baden-Württemberg, anschließend stand er ab Sommer 2009 beim SV Grimmelfingen sowie ab der folgenden Spielzeit beim Kreisligisten SV Offenhausen im Kader. 2011 wechselte er zum GSV Dürnau, wo er beim Hauptsponsor in der Fertigung von Präzisionsdrehteilen hauptberuflich arbeitete. Im Juli 2013 wechselte Tembo zum FC Straß, später wieder zum SV Offenhausen.